# Veertigraad
De Veertigraad was een vroegmodern type college, alsmede de titel van een burger die in dat college zitting had. Deze werd namelijk ook veertigraad genoemd.
Een Veertigraad was een gezelschap van de veertig rijkste burgers van een stad die een voordracht mochten doen aan de heerser voor de benoeming van hun burgemeesters en schepenen. De toestemming om een Veertigraad in te stellen was een vorm van privilege, waarmee de beslissingsbevoegdheid van de rijke burgers over hun stad sterk toe nam. De selectie van het stadsbestuur werd een gesloten aangelegenheid. Veertigraad was een ambt voor het leven. Bij overlijden van een veertigraad hadden de andere leden het recht een opvolger aan te wijzen. Dit systeem wordt coöptatie genoemd.
Hertog Philips van Bourgondië gaf in 1445 toestemming voor de vorming van een Veertigraad in Delft. In Leiden werd een Veertigraad in 1449 ingesteld, om jaarlijks zestien personen voor het ambt van schepen te nomineren. De landsheer (of diens plaatsvervanger, de stadhouder), koos uit deze zestien voorgedragen personen vervolgens acht schepenen. Vanaf 1510 kozen de leden van de Veertigraad ook jaarlijks de nieuwe burgemeesters.